# Concerto pour violoncelle et orchestre de Lalo
Pour les articles homonymes, voir Concerto pour violoncelle (homonymie).
Le Concerto pour violoncelle et orchestre en ré mineur est un concerto d'Édouard Lalo. Composé en 1876, il est créé à Paris le 9 décembre 1877. Il est dédié au violoncelliste et compositeur luxembourgeois Adolphe Fischer (1847-1891).

## Structure
1. Prélude : Lento - Allegro maestoso
2. Intermezzo : Andantino con moto - Allegro presto
3. Introduction : Andante - Rondo : Allegro vivace

- Durée d'exécution : vingt cinq minutes.

## Discographie
- Gaspar Cassadó, Orchestre symphonique de Bamberg, Ionel Perlea (Vox Turnabout)
- Pierre Fournier, Orchestre des Concerts Lamoureux, Jean Martinon (Deutsche Grammophon)
- Maurice Gendron, Orchestre National de L'Opéra de Monte Carlo, Roberto Benzi (Philips)
- Matt Haimovitz, Chicago Symphony Orchestra, James Levine (DG)
- Lynn Harrell, Radio Sinfonie-Orchester Berlin, Riccardo Chailly (Decca)
- Maria Kliegel, Nicolaus Esterházy Sinfonia, Michael Halász (Naxos)
- Yo-Yo Ma, Orchestre National de France, Lorin Maazel (Sony BMG)
- Leonard Rose, Philadelphia Orchestra, Eugene Ormandy (Sony BMG)
- Heinrich Schiff, New Philharmonia Orchestra, Sir Charles Mackerras (DG)
- János Starker, London Symphony Orchestra, Stanisław Skrowaczewski (Mercury)
- Paul Tortelier, City of Birmingham Symphony Orchestra, Louis Frémaux (EMI)